# Úlfr Uggason
Úlfr Uggason (fl. X secolo) è stato uno scaldo islandese vissuto alla fine del X secolo.

## Biografia
La Laxdœla saga dice che compose il suo Húsdrápa in occasione di un matrimonio. Geirmundr sposò Þuríðr, il cui padre, Óláfr pái ("pavone") Höskuldsson, aveva una stupenda sala nella sua fattoria di Hjarðarholt (Islanda), con pareti e soffitto dipinti con scene raffiguranti varie leggende.
Tre miti vengono descritti nelle dodici stanze e mezza del Húsdrápa di Ylfr: il funerale di Baldr, la pesca del Miðgarðsormr di Thor e la lotta tra Heimdallr e Loki per il Brísingamen.
Oltre a questo episodio, si sa poco di Úlfr. Il Landnámabók fornisce nome e discendenza della moglie, Járngerðr. Appare anche due volte nella Njáls saga. Nel capitolo 60 viene sfidato a duello da Gunnar di Hlíðarendi. Nel capitolo 102 lo scaldo Þorvaldr veili, che aveva raccolto una truppa per uccidere Þangbrandr (missionario inviato in Islanda da Óláfr Tryggvason) ed il suo compagno Guðleifr Arason, gli chiese di uccidere il sacerdote, ma Úlfr rifiutò di farsi coinvolgere. Compose poi il lausavísa che rappresenta, con il Húsdrápa, tutto quello che è sopravvissuto delle sue opere.